# Pavel Horváth
Pavel Horváth (* 22. dubna 1975, Praha) je český trenér, bývalý fotbalový záložník a reprezentant. Naposledy hrál za Viktorii Plzeň, kariéru ukončil po sezoně 2014/15 po utkání proti 1. FK Příbram (výhra Plzně 5:2), když v 81. minutě vystřídal Tomáše Hořavu. Byl to klasický „špílmachr“ – tvůrce hry, dokázal dobře číst hru a dát překvapivou přihrávku. Mimo to dokázal přesně vystřelit i z větší vzdálenosti. V kabině byl znám jako věčný šprýmař. Ve své bohaté kariéře hrál mj. za obě pražská „S“ – Spartu i Slavii, působil v Portugalsku, Turecku a Japonsku. Od března 2020 do března 2021 byl de facto trenérem 1. FK Příbram, ale vzhledem k tomu, že na profilicenci teprve studoval, byl v zápisech o utkání de iure uváděn jen jako asistent trenéra.
Je podruhé ženatý, první manželkou byla Hedvika, později manželka Jana Kollera. S druhou manželkou Janou má dceru Adrianu a syna Patrika. Je vyučeným řezníkem.
V letech 2010, 2011, 2012, 2013 zvítězil v české anketě Fotbalista roku v kategorii Osobnost ligy.

## Klubová kariéra

### Začátky: TJ Břevnov, TJ Sparta ČKD Praha
S fotbalem začínal na škváře v TJ Břevnov, 26. září 1983 se v osmi letech dostal do Sparty Praha (tehdy TJ Sparta ČKD Praha), kde ho v žácích vedli trenéři Toufar, Miloslav Lev, v dorostu trenér Černý a Tadeáš Kraus. V A-týmu debutoval 28. listopadu 1993 pod trenérem Karolem Dobiašem v utkání proti Drnovicím, nastoupil v základní sestavě (remíza 0:0). V této fázi to byl jeho jediný start za Spartu v 1. lize.

### FK Jablonec nad Nisou
V lednu 1994 totiž odešel na půlroční hostování do tehdy druholigového Jablonce, klubu vedeného Miroslavem Peltou. Zde působil pod trenérem Josefem Pešice a později pod Jiřím Kotrbou. Hned v prvním zápase s Kladnem (1:1) si natrhl vazy v kotníku. Konec sezony 1993/94 již stihl a mohl s Jabloncem slavit postup do nejvyšší ligy. V létě pak prodloužil hostování a rok později (v létě 1995) do klubu přestoupil. V Jablonci slavil 3. místo v první lize v sezoně 1995/96.

### SK Slavia Praha
V létě 1996 se vrátil do Prahy, přestoupil z Jablonce za 22 milionů do Slavie (v sezoně 1996/97 ale odehrál za Jablonec ještě jeden ligový zápas 1. kola proti Hradci Králové – výhra 2:0), odkud se do dostal i do české reprezentace, zahrál si evropské poháry a vyhrál dvakrát český fotbalový pohár.

### Sporting Lisabon
Po Euru 2000 přestoupil do portugalského klubu Sporting Lisabon. Původně to vypadalo na belgický Standard Lutych. Výstupní klauzule byla 35 milionů Kč, transfer se zrealizoval za více než 40 milionů. Působil zde jednu kompletní sezónu 2000/01 a část následující. Zahrál si s klubem Ligu mistrů 2000/01 (mj. proti Realu Madrid) a Pohár UEFA v ročníku 2001/02. Tou dobou z dorostu povýšili Ricardo Quaresma a o něco později Cristiano Ronaldo. Sporting v září 2001 prodal Pavla Horvátha do tureckého klubu Galatasaray Istanbul.

### Galatasaray Istanbul
Do Galatasaraye odešel Pavel v září 2001 společně s belgickým útočníkem Mbo Mpenzou a Chorvatem Robertem Špeharem jako součást transferu mezi Galatasaray a Sportingem Lisabon, opačným směrem zamířil brazilský útočník Mário Jardel. Sporting navíc doplatil tureckému klubu 5 milionů US$. V Galatasarayi strávil pouze 3 měsíce, na začátku prosince 2001 zde skončil. Rumunský trenér Mircea Lucescu ho nasadil jen ve 3 zápasech, gól Pavel nevstřelil. Když klub nesplnil klauzuli ve smlouvě o doplacení jisté finanční částky do konce listopadu 2001, stal se Horváth volným hráčem a vrátil se do České republiky. V lednu 2002 podepsal smlouvu s Teplicemi.

### FK Teplice
V lednu 2002 se vrátil do ČR. Zamířil do severočeského klubu FK Teplice.
V jarní části sezóny 2001/02 Gambrinus ligy stihl Pavel za Teplice odehrát 13 zápasů v základní sestavě, během nichž vstřelil 1 gól. Bylo to 9. března 2002 v domácím utkání proti Baníku Ostrava, které Teplice vyhrály 4:0. Prosadil se v 33. minutě z pokutového kopu. Teplice skončily po sezóně na 7. místě ligové tabulky.
Následující sezónu 2002/03 odehrál celkem 25 ligových zápasů a připsal si 2 vstřelené góly. Nejprve se trefil 11. srpna 2002 proti hostujícím Českým Budějovicím (zápas skončil výhrou Teplic 2:1) a potom ještě 24. března 2003 doma proti Liberci (opět výhra 2:1). Tentokrát proměnil v 66. minutě pokutový kop a zařídil tak Teplicím vítězství. Na konci sezóny skončily Teplice v lize na 6. příčce, ale klubu se podařilo vyhrát domácí pohárovou soutěž, když ve finále porazil s Horváthem v základní sestavě Jablonec 1:0.
Díky tomu hrál Pavel Horváth s Teplicemi Pohár UEFA 2003/04 proti německému 1. FC Kaiserslautern (1. kolo, postup), nizozemskému Feyenoordu (2. kolo, postup) a skotskému Celtic FC (3. kolo, vyřazení).
Za ligovou sezónu 2003/04 nastřádal Pavel Horváth dohromady 22 ligových startů a 3 branky. 26. července zařídil Teplicím domácí remízu 1:1 se Spartou Praha, 20. října vyrovnával v Brně na 1:1, nicméně Zbrojovka zvítězila 2:1, a 2. května 2004 přispěl jedním gólem k domácímu vítězství 2:1 nad Plzní. Teplice si pohoršily a skončily po sezóně tentokrát na 9. příčce.

### Vissel Kóbe
V létě 2004 se nechal zlákat českým trenérem Ivanem Haškem k angažmá v japonském klubu Vissel Kóbe, kde se stal velmi populární a vysloužil si přezdívku Horvy. Mimo trenéra Haška a jeho asistenta Pavla Řeháka (který po rezignaci trenéra Haška převzal funkci hlavního trenéra a přivedl si asistenta Pavla Trávníka) zde měl ještě později české spoluhráče Ivo Ulicha a Martina Müllera. Na podzim 2004 vstřelil Horváth 6 gólů.
V sezoně 2005/06 sestoupil klub s Pavlem Horváthem v sestavě (který zůstal sám z pětičlenné české enklávy) do japonské druhé ligy.

### AC Sparta Praha (návrat)

#### Sezóna 2006/07
V září 2006 přijal nabídku od Sparty a znovu se vrátil do české ligy. 23. dubna 2007 rozhodl jediným gólem domácí derby proti městskému rivalovi Slavii Praha, prosadil se v 63. minutě. 5. května (26. kolo) dostal ve 38. minutě červenou kartu v zápase proti hostujícímu Slovácku, když odehrál míč vysokou nohou před protihráčem Rackem. Racko po tomto střetu spadl na trávník, poté následovala menší roztržka. V předposledním 29. ligovém kole 21. května se trefil podruhé v sezoně proti domácí Sigmě Olomouc, v 87. minutě zvyšoval na konečných 2:0 pro Spartu. Na půlící čáře zachytil rozehrávku soupeře, všiml si, že brankář Tomáš Lovásik je daleko od brány a okamžitě vystřelil. Střela byla velmi přesná, míč zapadl za překvapeného brankáře, který se jej pokusil vyrazit, ale nedosáhl na něj.  Deník Mladá fronta DNES gól zařadil na čelo žebříčku nejkrásnějších gólů Gambrinus ligy v celé její historii. Za sezonu 2006/07 nastřádal 20 ligových startů a 2 vstřelené góly. Na jejím konci slavil s klubem zisk double (ligový titul + prvenství v národním poháru).

#### Sezóna 2007/08
Následující sezonu 2007/08 se poprvé střelecky prosadil ve 4. kole 25. srpna 2007 v souboji s domácí Viktorií Žižkov, když ve 48. minutě proměnil pokutový kop a zvýšil na průběžných 2:0. Sparta Praha u svého městského konkurenta zvítězila 4:1. Další góly přidal 12. listopadu proti Bohemians 1905 (výhra Sparty 3:1), 5. dubna 2008 proti Českým Budějovicím (výhra 1:0) a 10. května proti Baníku Ostrava (prohra 1:2). 8. října 2007 v derby proti Slavii Praha byl rozhodčím Kovaříkem vyloučen, když po faulu slávistického hráče Daniela Pudila oplácel. Slavia vyhrála na Letné 2:0. V sezoně 2007/08 absolvoval 24 ligových zápasů, v nichž nastřílel celkem 4 branky (z toho 3 z pokutových kopů). Sparta skončila v lize na druhé příčce za Slavií Praha, ale získala prvenství v českém poháru. Po incidentu se sparťanskými fanoušky  se rozhodl Spartu opustit a přestoupil do Plzně.

### FC Viktoria Plzeň

#### Sezóna 2008/09
Po svém příchodu do týmu Plzně vedeného trenérem Jaroslavem Šilhavým převzal kapitánskou pásku. V lize debutoval 2. srpna 2008 v domácím zápase 1. kola proti Viktorii Žižkov, přičemž se uvedl i střelecky, ve 26. minutě otevíral z pokutového kopu skóre střetnutí, které skončilo vítězstvím domácího mužstva v poměru 3:2. 30. srpna 2008 v 5. kole zařídil svým gólem z přímého kopu remízu 1:1 s hostujícími Teplicemi. 27. září v 8. kole jen korigoval domácí prohru s Baníkem Ostrava 1:3 (trefil se v 57. minutě za stavu 0:2 pro hosty). Další gól přidal 26. října v zápase 11. kola proti domácímu Střížkovu, z přímého kopu obstřelil zeď z protihráčů a jeho technická střela zapadla přesně k tyči. Plzeň šla v Praze do vedení a nakonec zvítězila 2:0. Další přesný zásah se Horváthovi podařil až v jarní části sezóny 4. dubna 2009 proti domácímu Baníku Ostrava, kdy v 56. minutě proměnil pokutový kop a zvýšil na 2:1. Plzni se vydařila odveta za porážku z podzimní části a Ostravu nakonec porazila rozdílem třídy 4:1. Následující kolo 12. dubna se podílel jednou brankou na „demolici“ Zlína, který Plzeň rozstřílela doma 5:0. V rozmezí dvou minut (50.-52.) zahrával Pavel Horváth rohové kopy. V prvním případě nacentroval míč přesně na hlavu Františka Ševinského, který vstřelil jeden ze svých dvou gólů v utkání. Ve druhém případě trefil centrující Horváth vzdálenější tyč zlínské brány, od níž se míč odrazil do sítě. Podobný kousek se mu podařil 25. dubna v domácím střetnutí se Střížkovem, tentokrát si jeho umístěnou střelu z rohového kopu srazil brankář hostí Jaroslav Beláň do sítě. Horváth tak stanovil konečné skóre 3:0. 9. května 2009 zvyšoval v domácím utkání proti Zbrojovce Brno v 52. minutě z pokutového kopu na průběžných 3:0, hostům se podařilo snížit na konečných 3:2. Ke konci zápasu se ještě Pavel Horváth neúspěšně pokusil přelobovat brněnského brankáře Bureše. Byl to poslední hráčův gól v sezoně 2008/09, nastoupil ve 27 zápasech (vždy v základní sestavě) a vstřelil celkem 8 branek. Plzeň skončila v tabulce na 8. příčce.

#### Sezóna 2009/10
16. srpna 2009 ve 4. ligovém kole Pavel Horváth pouze mírnil z pokutového kopu v 90. minutě domácí porážku 2:3 se Slovanem Liberec. 19. září již jeho gól pomohl ke 3 bodům za výhru 2:1 proti hostující Mladé Boleslavi. V 9. minutě vstřelil z pokutového kopu první gól utkání. Měl podíl i na vítězné brance, v 92. minutě nacentroval do vápna, František Ševinský míč mírně přizdvihl a boleslavský Adrian Rolko si jej srazil do vlastní brány. 21. listopadu 2009 vstřelil ve 3. minutě úvodní gól zápasu se Střížkovem. V 86. minutě hosté srovnali na 2:2, o 3 minuty později „posadil“ Pavel Horváth míč na hlavu Tomáši Radovi, který se ve vyložené šanci nemýlil a zajistil Plzni vítězství 3:2. 24. března 2010 v utkání proti Příbrami vstřelil nádhernou branku z trestného kopu v 82. minutě, když se z přibližně 33 metrů opřel do míče a ten skončil v pravém horním rohu příbramské brány. Utkání skončilo výhrou domácí Plzně 3:1. Naposledy se v tomto ročníku Gambrinus ligy trefil 5. května 2010 proti hostující Slavii Praha. Nejprve ve 22. minutě nacentroval na Davida Limberského, který hlavou srovnával na průběžných 1:1 a v 66. minutě sám uzavřel skóre na konečných 4:2 pro domácí.
Ligovou sezonu 2009/10 dovršil Pavel Horváth 5 brankami ve 28 střetnutích, Plzeň skončila v tabulce na konečném 5. místě. Slavila však vítězství v Ondrášovka Cupu  (Plzeň porazila ve finále Jablonec 2:1) a postup do evropských pohárů.

#### Sezóna 2010/11
8. července 2010 nastoupil v dresu Plzně k historicky prvnímu zápasu českého Superpoháru, který sehrávají mistr ligy (tehdy AC Sparta Praha) a vítěz národního poháru (Viktoria Plzeň). Trofej vyhrála pražská Sparta, utkání skončilo výsledkem 1:0. Pavel Horváth však tuto trofej získal s Plzní o rok později, když Plzeň jakožto mistr ligy porazila Mladou Boleslav (vítěze českého poháru) 4:2 v penaltovém rozstřelu (v normální hrací době skončil zápas nerozhodně 1:1).
V sezóně Gambrinus ligy 2010/11 získal s klubem ligový titul, ke kterému přispěl 8 góly ve 26 zápasech.

#### Sezóna 2011/12
V sezóně 2011/12 bojovala Plzeň v posledním kole se Slovanem Liberec o titul, utkání skončilo nerozhodně 0:0, tento výsledek stačil Liberci na první místo a Plzeň spadla na 3. příčku za pražskou Spartu. Horváth nastřádal v této sezoně 29 ligových startů a 5 gólů.
Plzeň se v sezóně 2011/12 propracovala z 2. předkola až do základní skupiny Ligy mistrů. Ve druhém předkole přešla přes arménský celek Pjunik Jerevan po výsledcích 4:0 a 5:1. Pavel Horváth vstřelil jeden z gólů svého týmu. Ve 3. předkole následoval postup přes norský Rosenborg Trondheim (výhry 1:0 a 3:2) a ve 4. předkole přes dánský FC Kodaň (výhry 3:1 a 2:1). V základní skupině H si Pavel Horváth zahrál proti dvěma evropským velkoklubům FC Barcelona (prohry 0:2 a 0:4) a AC Milan (prohra 0:2 a remíza 2:2). Třetím klubem, s nímž se západočeský klub utkal byl běloruský BATE Borisov (výhra 1:0 a remíza 1:1). Plzeň obsadila v konečném součtu 3. místo před BATE a díky tomu si zajistila účast v jarní vyřazovací části Evropské ligy 2011/12. Zde se Plzeň střetla s německým Schalke 04 a po výsledcích 1:1 doma a 1:3 venku po prodloužení vypadla. K odvetě na půdě Schalke 04 Pavel Horváth nemohl nastoupit, měl jednozápasový distanc za žluté karty. Na hřišti jej nahradil ve středu pole Václav Procházka.

#### Sezóna 2012/13
V základní skupině B Evropské ligy 2012/2013 byla Plzeň přilosována k týmům Atlético Madrid (Španělsko), Hapoel Tel Aviv (Izrael) a Académica de Coimbra (Portugalsko). V prvním utkání Plzně 20. září 2012 na domácí půdě proti portugalskému týmu Académica de Coimbra Pavel Horváth v úvodu druhého poločasu (46. minuta) vyrovnával hlavou na 1:1 a zavelel tak k obratu na konečných 3:1 pro Plzeň. V dalším utkání 4. října s Atléticem Madrid Pavel Horváth pro zdravotní problémy nehrál, španělský celek zvítězil doma 1:0 gólem v samotném závěru. 25. října cestovala Plzeň do Izraele k utkání proti Hapoelu Tel Aviv a většinu prvního poločasu byla pod tlakem soupeře. Horváth ve 44. minutě zakončil krásnou kombinaci střelou k tyči a srovnal skóre na 1:1. Střetnutí skončilo výsledkem 2:1 pro české mužstvo, Plzeň si s 6 body upevnila druhou příčku za vedoucím Atléticem Madrid. 8. listopadu 2012 přivítala Plzeň Hapoel Tel Aviv v odvetě na domácím hřišti a vyhrála 4:0, díky tomuto výsledku se posunula s 9 body o skóre na čelo tabulky před doposud vedoucí Atlético Madrid (které v souběžném zápase prohrálo v Coimbře 0:2). Izraelský celek hrál navíc od 41. minuty oslaben o jednoho hráče. Horváth nastoupil na hřiště v základní sestavě a hrál do 80. minuty. V 76. minutě poslal centr do malého vápna, který proměnil ve třetí plzeňský gól Daniel Kolář. 22. listopadu nastoupil v Portugalsku v utkání proti Coimbře a v 57. minutě proměnil nařízený pokutový kop za faul na Davida Štípka. Zápas skončil 1:1, tento výsledek zajistil Plzni postup do jarní fáze Evropské ligy. Stal se tak nejstarším hráčem v historii Evropské ligy, který vstřelil gól (ve věku 37 let a 214 dní). 6. prosince 2012 odehrál zápas v Plzni proti Atléticu Madrid (výhra Viktorie Plzeň 1:0). Plzeň si tak se 13 body zajistila konečné 1. místo v tabulce skupiny B o 1 bod před druhým Atléticem. Pavel Horváth byl vybrán do ideální jedenáctky základních skupin Evropské ligy. 14. února 2013 v jarní vyřazovací části nastoupil v šestnáctifinále proti domácímu italskému mužstvu SSC Neapol. Plzeň zvítězila v Neapoli 3:0. Hrál i o týden později v domácí odvetě, kterou Plzeň opanovala poměrem 2:0 a postoupila do osmifinále. V osmifinále odehrál celé domácí utkání proti tureckému celku Fenerbahçe Istanbul, Plzeň poprvé v tomto ročníku Evropské ligy prohrála doma (0:1). 14. března v odvetě v Istanbulu si ve vlastním pokutovém území zpracovával míč, čehož využil Salih Uçan a vstřelil vedoucí gól Fenerbahce. Viktoria nakonec remizovala 1:1 a vypadla z Evropské ligy.
Pavel Horváth dirigoval mužstvo i ve šlágru 14. kola 11. listopadu 2012 proti hostující Sigmě Olomouc. Plzeň vyhrála suverénně 3:0 a vystřídala Olomouc na čele ligy, moravský klub spadl po porážce na 4. místo.
V zimní ligové přestávce během soustředění na Kypru vstřelil gól z pokutového kopu v přípravném utkání 3. února 2013 proti ruskému celku FK Lokomotiv Moskva, Plzeň zvítězila v divokém zápase 5:3. V Gambrinus lize nastoupil v základní sestavě v prvním ligovém zápase Plzně po zimní přestávce 25. února 2013 proti domácímu Brnu, utkání skončilo výhrou hostů 3:1. Pavel Horváth přihrával na dvě branky slovenskému útočníkovi Marku Bakošovi. 10. března se v 19. ligovém kole podílel gólem z pokutového kopu na výhře 2:0 nad domácí Mladou Boleslaví. V březnu zároveň prodloužil o jeden rok smlouvu s Plzní (do června 2014). Sezónu Gambrinus ligy 2012/13 završil ziskem ligového titulu, Plzeň s Horváthem v sestavě porazila 1. června v posledním 30. kole sestupující FC Hradec Králové 3:0 a udržela si dvoubodový náskok před největším konkurentem Spartou Praha.

#### Sezóna 2013/14
V domácí odvetě třetího předkola Ligy mistrů 2013/14 7. srpna 2013 proti estonskému celku JK Nõmme Kalju vstřelil hattrick, první gól dal z pokutového kopu, další dva z hranice vápna. Navíc si připsal asistenci u další branky, když z levé strany odcentroval míč přesně na hlavu skórujícího Stanislava Tecla. Plzeň vyhrála 6:2 a postoupila do čtvrtého předkola. Zahrál si i v základní skupině Ligy mistrů, kde se viktoriáni střetli s německým Bayernem Mnichov, anglickým Manchesterem City a ruským CSKA Moskva.
1. listopadu 2013 vstřelil dva góly při ligové výhře Plzně 6:1 nad hostujícím Jabloncem. 30. listopadu 2013 vstřelil hlavou vítězný gól v posledním ligovém kole podzimní části proti Příbrami, zápas skončil výsledkem 2:0. V únoru 2014 se dohodl s Plzní na nové smlouvě platné do léta 2015. Ročník zakončil ziskem druhého místa v Gambrinus lize i v českém poháru.

#### Sezóna 2014/15
S Plzní se představil v Evropské lize UEFA 2014/15, 31. července 2014 v prvním zápase 3. předkola proti rumunskému týmu FC Petrolul Ploiești nacentroval v nastaveném čase míč na hlavu Daniela Koláře, který gólem zajistil konečnou remízu 1:1. Domácí odvetu Plzeň nezvládla, prohrála 1:4 a z evropských pohárů vypadla.
Po třetím ligovém kole byl odvolán trenér Dušan Uhrin ml. a nahradil ho Miroslav Koubek, Pavel Horváth se stal neoficiálně jeho hrajícím asistentem, oficiálně by se jím měl stát po obdržení trenérské licence. Zároveň se vyjádřil, že sezona 2014/15 bude jeho poslední v hráčské kariéře. V týmu měl na starost nácvik útočných standardních situací, jeho rukopis se projevil mj. v zápase 6. kola proti FK Dukla Praha (výhra 2:1), kde Plzeň předvedla širokou paletu rozehrávek na útočné polovině hřiště. Dvě kola před koncem ročníku 2014/15 získal s mužstvem mistrovský titul. Po sezoně 2014/15 ukončil svoji hráčskou kariéru. Celkem za Plzeň odehrál 170 ligových zápasů, ve kterých vstřelil 35 gólů.

### TJ Jiskra Domažlice
Kvůli zdravotním problémům vypadl v úvodu sezony 2014/15 ze sestavy Plzně. Po rekonvalescenci odehrál zápasy za juniorku a koncem října 2014 se dohodl na startech za TJ Jiskra Domažlice, de facto farmu Plzně hrající ČFL. Debutoval 28. října 2014 proti týmu SK Zápy (porážka 1:4). V zápase trefil tečovanou střelou tyč.

## Benefiční zápas
2. června 2015 uskutečnil v plzeňské Doosan aréně benefiční zápas nazvaný Horviho poslední desítka, na kterém se definitivně rozloučil se svojí fotbalovou kariérou. V utkání se kromě bývalých a současných fotbalistů Plzně objevili Michal Špit, hokejisté Jiří Hudler, Jan Kovář, Václav Pletka, Martin Straka, Jaroslav Špaček, Tomáš Vlasák a Jakub Voráček, herci Vojtěch Dyk, Jakub Kohák, Ivan Trojan a Ondřej Vetchý, fotbalový trenér Ivan Hašek a syn Horvátha Patrik.

## Klubové statistiky

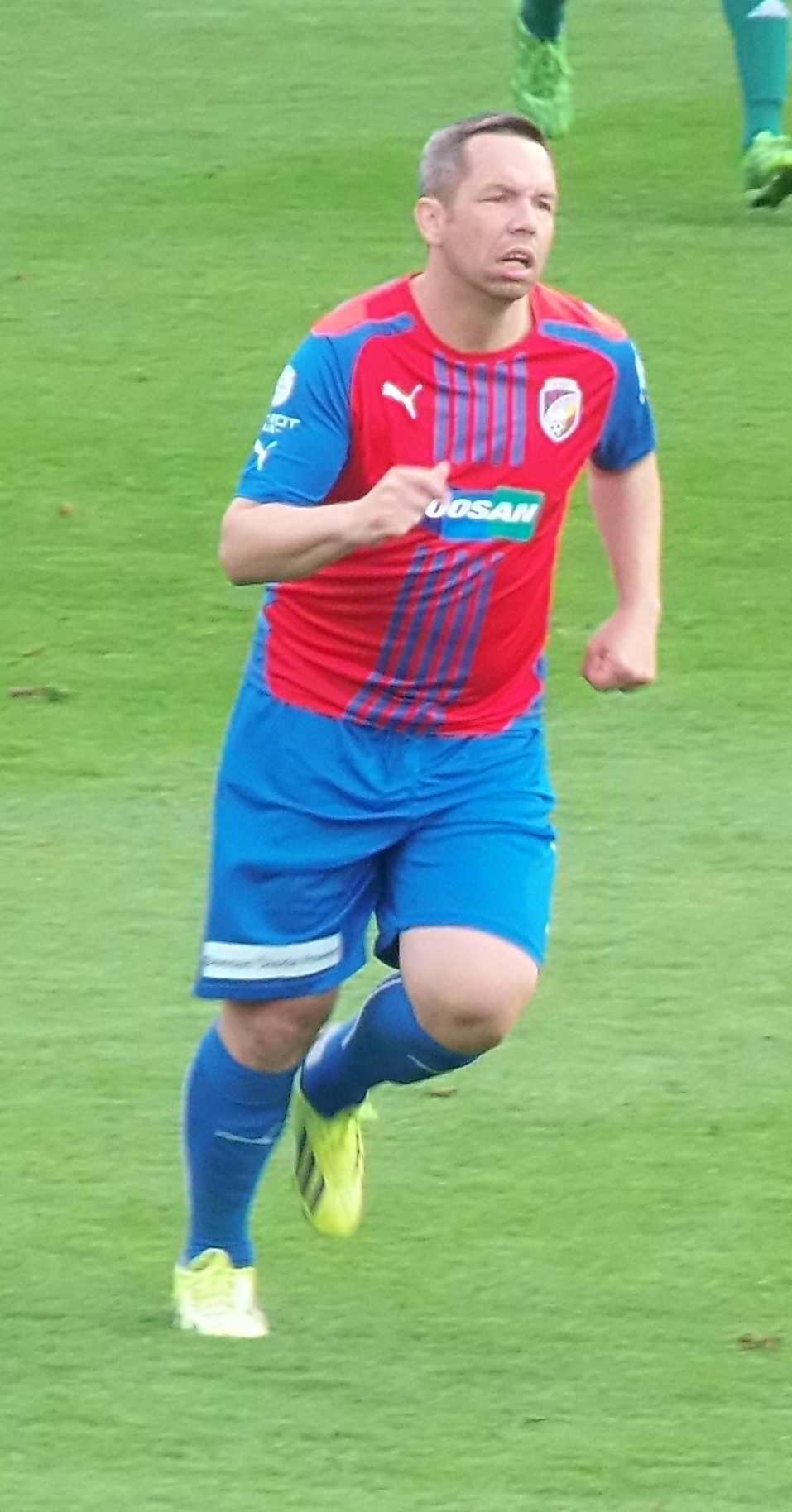
Pavel Horváth (květen 2015).

| Sezona  | Klub                                       | Země                          | Soutěž                                | Zápasy | Góly |
| ------- | ------------------------------------------ | ----------------------------- | ------------------------------------- | ------ | ---- |
| 1993/94 | AC Sparta Praha FK Jablonec nad Nisou      | Česko · Česko                 | 1. liga 2. liga                       | 1 4    | 0    |
| 1994/95 | FK Jablonec nad Nisou                      | Česko                         | 1. liga                               | 26     | 5    |
| 1995/96 | FK Jablonec nad Nisou                      | Česko                         | 1. liga                               | 20     | 3    |
| 1996/97 | FK Jablonec nad Nisou SK Slavia Praha      | Česko · Česko                 | 1. liga                               | 1 24   | 0 5  |
| 1997/98 | SK Slavia Praha                            | Česko                         | 1. liga                               | 25     | 5    |
| 1998/99 | SK Slavia Praha                            | Česko                         | 1. liga                               | 29     | 7    |
| 1999/00 | SK Slavia Praha                            | Česko                         | 1. liga                               | 26     | 10   |
| 2000/01 | Sporting Lisabon                           | Portugalsko                   | Primeira Liga                         | 17     | 1    |
| 2001/02 | Sporting Lisabon Galatasaray SK FK Teplice | Portugalsko · Turecko · Česko | Primeira Liga 1. turecká liga 1. liga | 3 13   | 0 1  |
| 2002/03 | FK Teplice                                 | Česko                         | 1. liga                               | 25     | 2    |
| 2003/04 | FK Teplice                                 | Česko                         | 1. liga                               | 22     | 3    |
| 2004    | Vissel Kóbe                                | Japonsko                      | J. League 1                           | 14     | 6    |
| 2005    | Vissel Kóbe                                | Japonsko                      | J. League 1                           | 24     | 3    |
| 2006    | Vissel Kóbe                                | Japonsko                      | J. League 2                           | 22     | 3    |
| 2006/07 | AC Sparta Praha                            | Česko                         | 1. liga                               | 20     | 2    |
| 2007/08 | AC Sparta Praha                            | Česko                         | 1. liga                               | 24     | 4    |
| 2008/09 | FC Viktoria Plzeň                          | Česko                         | 1. liga                               | 27     | 8    |
| 2009/10 | FC Viktoria Plzeň                          | Česko                         | 1. liga                               | 28     | 5    |
| 2010/11 | FC Viktoria Plzeň                          | Česko                         | 1. liga                               | 26     | 8    |
| 2011/12 | FC Viktoria Plzeň                          | Česko                         | 1. liga                               | 29     | 5    |
| 2012/13 | FC Viktoria Plzeň                          | Česko                         | 1. liga                               | 28     | 4    |
| 2013/14 | FC Viktoria Plzeň                          | Česko                         | 1. liga                               | 25     | 4    |
| 2014/15 | FC Viktoria Plzeň TJ Jiskra Domažlice      | Česko · Česko                 | 1. liga ČFL                           | 7 ?    | 1 ?  |

## Reprezentační kariéra
První zápas v A-mužstvu české reprezentace absolvoval Horváth 9. února 1999 v Bruselu proti domácí Belgii, toto přátelské utkání český celek vyhrál 1:0. Celkem odehrál v letech 1999–2002 v A-mužstvu české reprezentace 19 zápasů (11 výher, 3 remízy, 5 proher), gól nevstřelil. Kvůli silné konkurenci hráčů jako Pavel Nedvěd, Patrik Berger a Vladimír Šmicer v národním mužstvu Horváth příliš prostoru nedostal.
Byl i v kádru národního mužstva na EURU 2000 v Nizozemsku a Belgii, ale do žádného ze tří zápasů v základní skupině nezasáhl (postupně prohra 0:1 s Nizozemskem, prohra 1:2 s Francií a na závěr výhra 2:0 s Dánskem). Česká republika skončila na nepostupovém třetím místě za Nizozemskem a Francií.

### Reprezentační góly a zápasy
Góly Pavla Horvátha v české reprezentaci do 21 let 
| Gól | Datum       | Stadion                  | Soupeř   | Skóre (min.) | Výsledek | Soutěž          | Gól         |
| --- | ----------- | ------------------------ | -------- | ------------ | -------- | --------------- | ----------- |
| 010 | 28. 5. 1996 | Braunau am Inn, Rakousko | Rakousko | 00:20 (32.)  | 0:5      | přátelský zápas | padl ze hry |

| Rok    | Zápasy | Góly |
| ------ | ------ | ---- |
| 1995   | 1      | 0    |
| 1996   | 5      | 1    |
| 1997   | 4      | 0    |
| Celkem | 10     | 1    |

| Rok    | Zápasy | Góly |
| ------ | ------ | ---- |
| 1999   | 6      | 0    |
| 2000   | 8      | 0    |
| 2001   | 2      | 0    |
| 2002   | 3      | 0    |
| Celkem | 19     | 0    |

## Trenérská kariéra
Po skončení hráčské kariéry se před ročníkem 2015/16 stal trenérem mužstva TJ Jiskra Domažlice a zároveň se měl podílet na trénování plzeňské akademie.
V srpnu 2015 se stal po odvolání trenéra Miroslava Koubka asistentem nového kouče FC Viktoria Plzeň Karla Krejčího. Roli asistenta měl i u trenérů Romana Pivarníka a Zdeňka Bečky.

V červenci 2017 nevyužil možnost dělat asistenta navrátivšímu se Pavlu Vrbovi v Plzni a rozšířil trenérský tým druholigového klubu FK Baník Sokolov, jenž s Viktorií Plzeň udržoval spolupráci.

### FK Příbram
V březnu 2020 se stal Pavel Horváth hlavním trenérem týmu FK Příbram, na debut čekal 2.5 měsíce kvůli pandemii koronaviru. Při svém debutu se svým týmem remizoval 0:0 s Baníkem Ostrava. Příbram se začala zvedat. Sezona 2019/20 byla předčasně ukončena kvůli nakaženým hráčům v klubech, nikdo nesestupoval. Sezona 2020/21 byla horší. Tým opět začal čekat na výhry a 15.3. 2021 po porážce 5:0 s Baníkem Ostrava byl Pavel Horváth nahrazen Jozefem Valachovičem.

### FC Viktoria Plzeň
Dne 10.5. 2021 se stal Pavel Horváth asistentem trenéra Michala Bílka.

### TJ Jiskra Domažlice
Dne 27. června 2023 se vrátil po 8 letech trénovat staronový klub TJ Jiskra Domažlice.

## Úspěchy

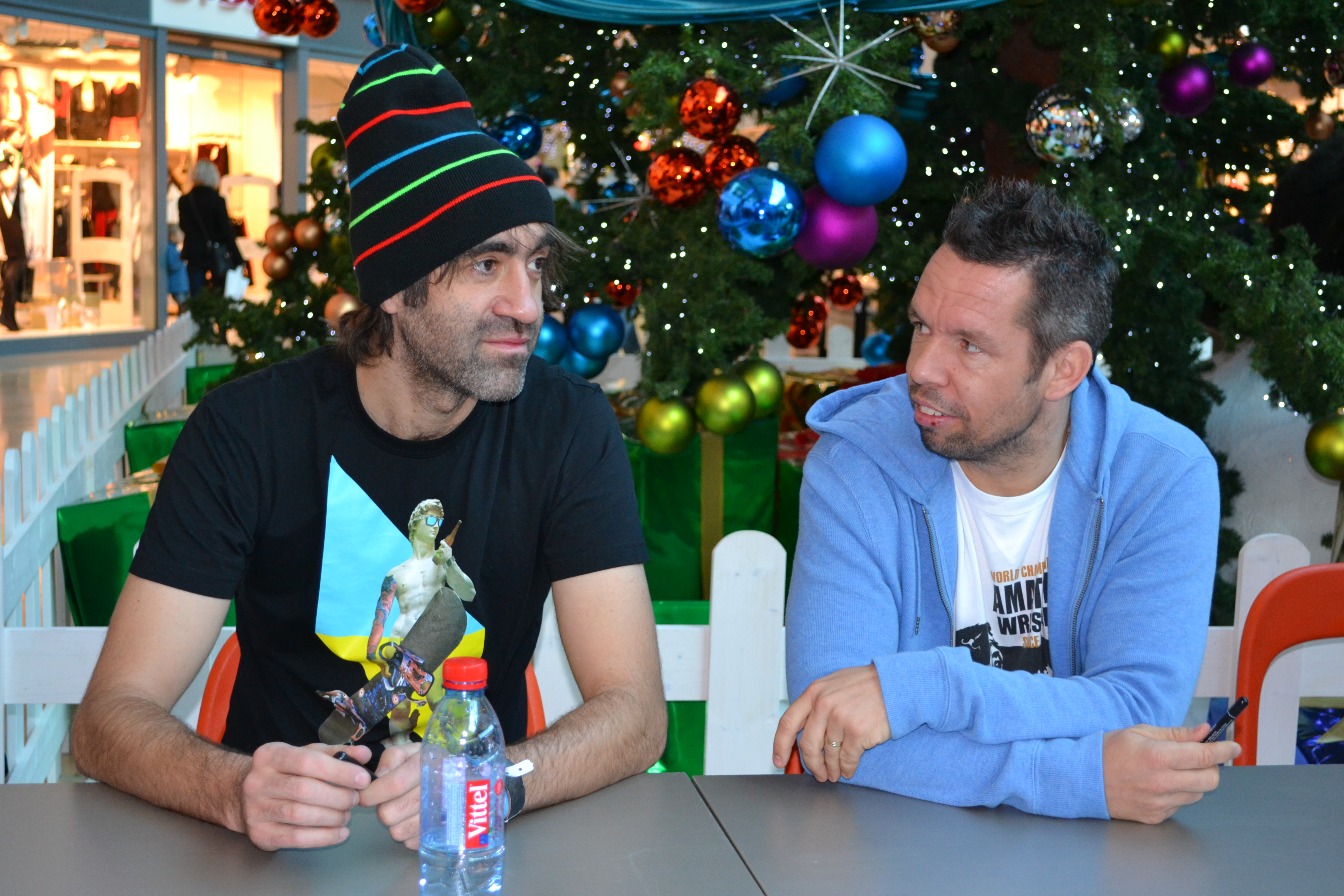
Pavel Horváth (vpravo) a herec Jakub Kohák.